# Geophis dunni
Geophis dunni este o specie de șerpi din genul Geophis, familia Colubridae, descrisă de Werner Theodor Schmidt în anul 1932. Conform Catalogue of Life specia Geophis dunni nu are subspecii cunoscute.